# Tumori (Mandrehe)
Tumori is een bestuurslaag in het regentschap Nias Barat van de provincie Noord-Sumatra, Indonesië. Tumori telt 389 inwoners (volkstelling 2010).